# القلعة (حجة)
القلعة هي إحدى قرى الجمهورية اليمنية. وهي تتبع جغرافيًا لمحافظة حجة. وإداريًا لمديرية الجميمة. يبلغ تعداد سكانها 1711 نسمة حسب الإحصاء الذي جرى عام 2004.